# Turolospadix
Turolospadix (лат.) — род вымерших цветковых растений из семейства Ароидные, произраставших на территории современной Испании во времена нижнемеловой эпохи. Включает единственный вид — Turolospadix bogneri.

## История изучения
Ископаемые остатки были обнаружены в альбских отложениях северо-восточной Испании. В 2018 году Луис Мигель Сендер, Джеймс А. Дойл, Гарланд Апчер младший, Ухуэ Вильянуэва-Амадоз и Хосе Б. Диез описали новые вид и род.
Вместе с родом был описан Orontiophyllum ferreri. 

## Описание
Цветки лишены прицветников и образуют початки с четырьмя околоцветниками. Пестики образуют гинецей в центре цветка. 